# کلنگ‌سانان
کُلنگ‌سانان یا درناسانان (به لاتین: Gruiformes)، یک راسته که شامل تعداد قابل توجهی از خانواده‌های پرندگان زنده و منقرض‌شده، با تنوع جغرافیایی گسترده‌است.

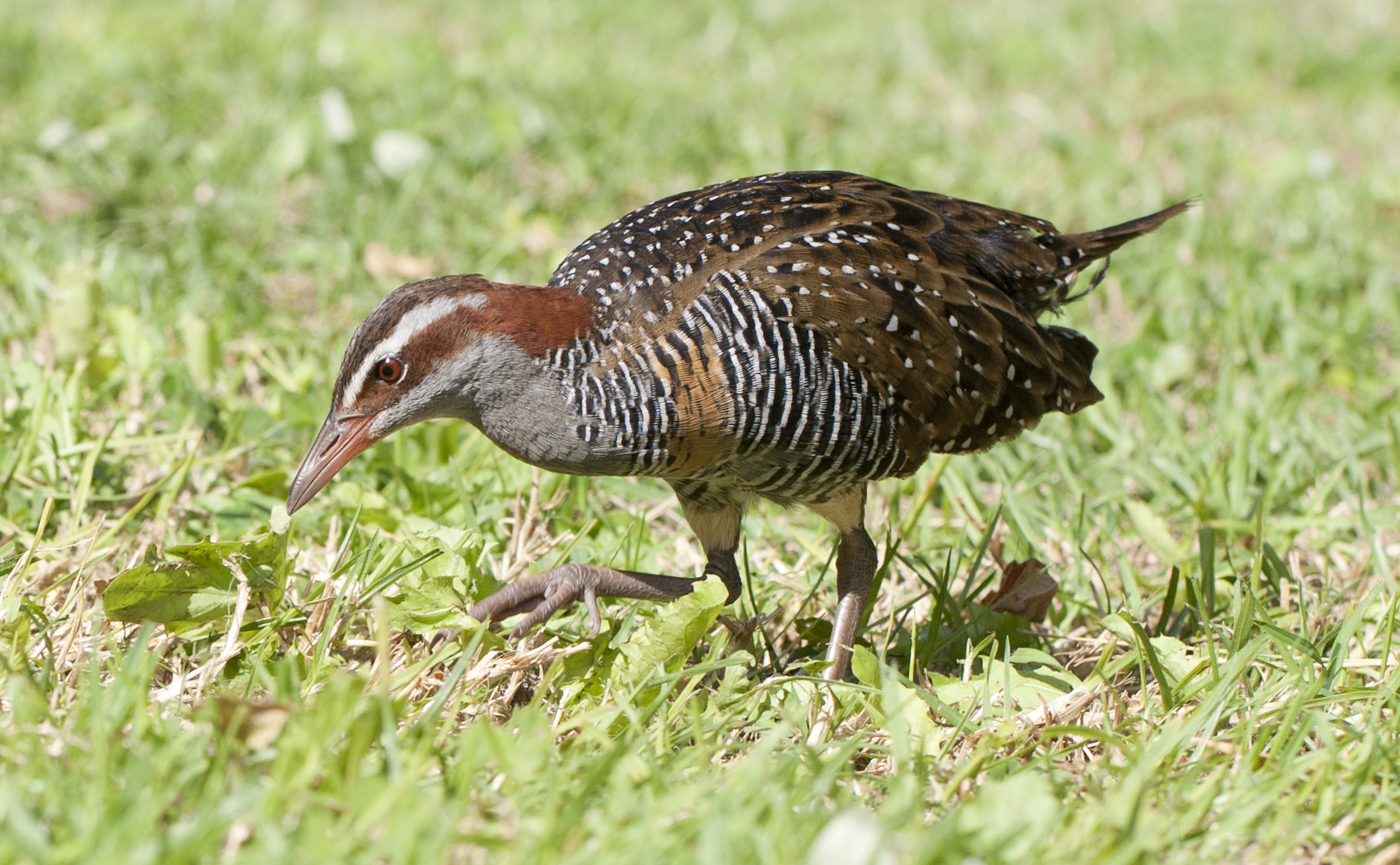
یلوه‌ها یکی از رایج‌ترین کلنگ‌سانان هستند

## واژه‌شناسی
در پرندگانی که در نام علمی آن‌ها، از ترکیب‌های واژهٔ "Grus" استفاده شده‌است، در نام فارسی آنها نیز ترکیب‌های واژهٔ "کُلنگ" به کار می‌رود، مانند کلاد «کلنگ‌مانندان» (Gruae)، کلاد «کلنگ‌ریختان» (Gruimorphae)، راستهٔ «کلنگ‌سانان» (Gruiformes)، بالاخانوادهٔ «کلنگ‌واران» (Gruoidea)، خانوادهٔ «کلنگان» (Gruidae) و سردهٔ «کلنگ‌ها» (Grus). «کُلنگ» واژه از زبان پهلوی برای نامیدن این گروه از پرندگان است که در کتاب "بندهش" نیز به آن اشاره شده بود. تا یک سدهٔ گذشته، نام کلنگ در شعرهای شاعران ایران‌زمین، فرهنگ‌های فارسی و کتاب‌های عمومی نیز به کار می‌رفت. نام سنتی آن در بسیاری از گویش‌های ایران "قُلِنگ" است و گاهی به نام "قطار کُلَنگ" یا "غازقُلِنگ" نیز یاد می‌شود. نام این راسته در زبان پشتو، «کلنگ ډوله مرغان» است. نام این پرنده در زبان کردی، قوڵینگ (قوڵه‌نگ، قوڵنگ، قورنگ، قورینگ است. همچنین "کلنگ (کامپایلر)" نام یک برنامه نرم‌افزاری با نماد پرنده‌ای افسانه‌ای است. در انگلیسی واژهٔ Crane هم به معنی «درنا» و هم به معنی «جرثقیل» است.

## رده‌بندی
به‌طور سنتی، تعدادی از خانواده‌های پرندگان کنارآبزی و خشکی‌زی که به نظر نمی‌رسید متعلق به هیچ راسته دیگری باشند، با هم به عنوان کلنگ‌سانان طبقه‌بندی می‌شوند. اینها شامل ۱۴ گونه از درناهای بزرگ، حدود ۱۴۵ گونه از یلوه‌های کوچک‌تر crakes و یلوه، و همچنین تنوعی از خانواده شامل ۱–۳ گونه، مانند باله‌پنجگان از limpkin، یا Psophiidae می‌شوند. پرندگان دیگر را بیشتر به این ترتیب قرار داده‌اند که نمی‌توانستند بدون ضرورت در جایی دیگر قرار دهند. این باعث شده‌است که راسته کلنگ‌سانان بدون آپومورفی‌های متمایز گسترده شده‌است. مطالعات اخیر نشان می‌دهد که "کلنگ‌سانان عجیب و غریب" تنها با درجه ضعیفی با درناها و یلوه‌ها و خویشاوندان آنها ("هسته کلنگ‌سانان") مرتبط هستند.
در میان پرندگانی که به‌طور سنتی به عنوان کلنگ‌سانان طبقه‌بندی می‌شوند، تنها دو کلاد بالاخانواده (گروه‌های طبیعی) وجود دارد. یلوه‌ها (یلوگان)، دم‌کرکیان (دم‌کرکیان)، باله‌پنجگان و آفتاب‌کشیم‌ها، تیشه‌نوک‌ها، ترومپت‌زن‌ها (Psophiidae), limpkin Aramida)، و درناها (کلنگان) ترکیب‌کننده زیرراسته کلنگ‌سانیان و «هسته کلنگ‌سانان» نامیده می‌شوند. اینها تنها کلنگ‌سانان راستین هستند. زیرراسته Eurypygae شامل کاگو و آفتاب‌بوتیماران است. اینها حتی از دور نیز با زیرراسته کلنگ‌سانیان Grues مرتبط نیستند. خانواده‌های یلوه‌زمینیان (یلوه زمینی)، بلدرچین بوته‌ایان (بلدرچین بوته‌ای)، دشتگردان استرالیا (دشت‌گرد)، کاکل‌پیشانیان (کاکل‌پیشانی) و هوبره‌ها (هوبره) هر کدام دودمان متمایز و نامربوط هستند. بسیاری از خانواده‌هایی که فقط از روی فسیل‌ها شناخته شده‌اند، به کلنگ‌سانان منسوب شده‌اند، به عنوان مثال، Ergilornithidae, Phorusrhacidae, Messelornithidae, Eogruidae, Idiornithidae, Bathornithidae، فقط چند مورد نام‌برده هستند (به زیر مراجعه کنید). اگرچه برخی از اینها به‌طور سطحی «شبیه درنا» هستند و این احتمال وجود دارد که برخی حتی ممکن است به خانواده‌های موجودی که به‌طور سنتی در کلنگ‌سانان گنجانده شده‌اند مرتبط باشند، هیچ خانواده کاملاً منقرض‌شده‌ای وجود ندارد که بتوان با اطمینان به «هسته کلنگ‌سانان» نسبت داد.
کاگو و آفتاب‌بوتیمارها نزدیک‌ترین خویشاوندان یکدیگر هستند. پیشنهاد شده بود (Cracraft 2001) که آن‌ها و adzebills اخیراً منقرض‌شده (خانواده Aptornithidae) از نیوزلند یک دودمان متمایز Gondwanan را تشکیل می‌دهند. با این حال، اعتقاد بر این است که آفتاب‌بوتیمارها و کاگوها مدت‌ها پس از فروپاشی گوندوانا از یکدیگر جدا شده‌اند و adzebills در واقع اعضای گروه کلنگ‌سانان هستند (Houde et al. 1997, Houde 2009). کاکل‌پیشانی و هوبره به نمایندگی از دودمان متمایزی در نوپرندگان آبزی هستند.

### تبارشناسی
|  |
|  |

راسته کلنگ‌سانان (GRUIFORME)
هنگامی که به عنوان تک‌تباری در نظر گرفته می‌شد، فرض بر این بود که کلنگ‌سانان یکی از قدیمی‌ترین دودمان‌های پرندگان است. پیشنهاد می‌شود که واگرایی «کلنگ‌سانان» در میان دیگرپرندگان و «Coronaves» به عنوان اولین واگرایی در میان نوپرندگان باشد، که بسیار پیش از رویداد انقراض کرتاسه-پالئوژن تقریباً ۶۶ میلیون سال پیش بود (Houde 2009). از سوابق فسیلی هیچ گونه کلنگ‌سان پایه‌ای مشخصی وجود ندارد. با این حال، چندین سرده وجود دارند که به‌طور واضح به خانواده‌های شناخته شده قابل انتساب نیستند و ممکن است موقعیت پایه‌ای را اشغال کنند:
- سردهٔ Propelargus (ائوسن پسین/الیگوسن اولیه کوئرسی، فرانسه) - کاریمید یا یدورنیتید
- سردهٔ Rupelrallus (اوایل الیگوسن آلمان) - رالید؟ پارویگروئید؟
- سردهٔ Badistornis (الیگوسن میانی برول در شهرستان شانون، میسوری) - آرامید؟
- سردهٔ Probalearica (الیگوسن پسین؟ – پلیوسن میانی فلوریدا، فرانسه؟، مولداوی و مغولستان) – گروید؟ نام دوبیوم؟
- "Gruiformes" gen. et sp. indet MNZ S42623 (Bathans Early/Miocene Miocene Otago، نیوزلند) - Aptornithidae؟
- سردهٔ Aramornis (میوسن میانی نهر گوسفند در معادن نهر مار، ایالات متحده) - گروید؟ آرامید؟
- سردهٔ Euryonotus (پلیستوسن آرژانتین) - رالید؟

حتی پیچیده‌تر اینکه گاهی دیگر پرندگان فسیلی و پنج خانواده زنده پیشنهاد می‌شود که به این راسته تعلق داشته باشند، مانند خانواده پیشنهادی کرتاسه پسین Laornithidae و آرایه‌های زیر:
- خانواده † سهمگین‌مرغ (diatrymas) (فسیل)
- خانواده † Messelornithidae (پرندگان گودال میسل
- خانواده † Salmilidae (فسیل) - راسته متمایز (کاکل‌پیشانی‌سانان)
- خانواده † Geranoididae (فسیل) - مرتبه متمایز (کاکل‌پیشانی‌سانان)[نیازمند منبع] ; با این حال، مایر (۲۰۱۶) استدلال کرد که آنها ممکن است اعضای گروه Gruiformes، به ویژه نمایندگان گروه بنیادی Gruoidea باشند.[۱۰]
- خانواده † Bathornithidae (فسیل) - راسته متمایز (کاکل‌پیشانی‌سانان)
- خانواده † Idiornithidae (فسیل) - مرتبه متمایز (کاکل‌پیشانی‌سانان)
- خانواده † هراس‌مرغان (پرندگان وحشت) (فسیل) - راسته متمایز (کاکل‌پیشانی‌سانان)
- خانواده کاکل‌پیشانی (seriemas) - پرندگان خشکی نوپرندگان - راسته متمایز (کاکل‌پیشانی‌سانان)
- خانواده هوبره - پرندگان آبی نوپرندگان - راسته متمایز
- خانواده بوتیمار آفتابی (آفتاب‌بوتیمار) - «دیگرپرندگان» - راسته جدید Eurypygiformes همراه با کاگو[۱۱]
- خانواده کاگو- "Metaves" آینده - راسته جدید Eurypygiformes همراه با آفتاب‌بوتیمار[۱۱]
- خانواده یلوه زمینی (mesites, roatelos, monias) در "Metaves" - راسته مجزا
- خانواده بلدرچین بوته‌ای (بلدرچین) همراه با سرگردان دشتی به سلیم‌سانان منتقل شد.
- خانواده دشت‌گرد (سرگردان دشتی) همراه با بلدرچین به راسته موجود Charadriiformes منتقل شد.
- سردهٔ Horezmavis (بیسکتی کرتاسه پسین قیزیل کوم، ازبکستان)
- سردهٔ Telmatornis (Navesink کرتاسه پسین؟)
- سردهٔ Amitabha (بریجر ائوسن میانی شهر ممنوعه، وایومینگ) - رالید؟
- سردهٔ Eobalearica (فرغانا ائوسن پسین؟ از فرغانه، ازبکستان) - گروید؟
- "Phasianus" alfhildae (واشاکی ب. ائوسن پسین از هیستک، ایالات متحده)
- سردهٔ Talantatos (اواخر ائوسن پاریس بین، فرانسه)
- سردهٔ Telecrex (ایردین مانها ائوسن اواخر دودکش، چین) - رالید؟
- Neornithes incerta sedis (پالئوسن پسین/ائوسن اولیه حوضه اولد عبدون، مراکش)
- سردهٔ Aminornis (دیسیادو الیگوسن اولیه ریودسادو، آرژانتین) – آرامید؟
- سردهٔ Loncornis (Deseado الیگوسن اولیه ریودسادو، آرژانتین) – آرامید؟
- سردهٔ Riacama (دیسیادو الیگوسن اولیه آرژانتین)
- سردهٔ Smiliornis (دیسیادو الیگوسن اولیه آرژانتین)
- سردهٔ Pseudolarus (Deseado Early Oligocene – Miocene of Argentina) – gruiform?
- سردهٔ Gnotornis (برول الیگوسن پسین در شهرستان شانون، میسوری) - آرامید؟
- سردهٔ Anisolornis (سانتا کروز میوسن میانی Karaihen، آرژانتین) - آرامید؟
- سردهٔ Occitaniavis - از cariamid یا idiornithid، شامل Geranopsis elatus